# San Félix (Cartagena)
San Félix es una diputación del municipio de Cartagena de la comunidad autónoma de Murcia en España. Se encuentra al norte del centro de la ciudad, está considerada como parte del Área Urbana Central y limita al norte con La Palma y Lentiscar; al este con El Algar y La Unión; al sur con El Hondón y San Antonio Abad; y al oeste con El Plan y Santa Ana.

## Historia
La primera ocasión en que aparece el topónimo de San Félix es en el año 1683, con motivo del primer recuento de carácter fiscal en que se tiene en cuenta a los moradores del Campo de Cartagena en el que figuran además otros 92 núcleos de población vinculados con la actividad agrícola. San Félix figura entonces con 51 habitantes. 
La diputación de San Félix figura en el reparto de la sal de los años 1715-1717 con 83 vecinos y 332 habitantes; y en el año 1771 a efectos de contribución se relacionan 350 vecinos y 420 habitantes. El término municipal se encontraba hasta entonces dividido en 17 diputaciones. 
En el Censo de Floridablanca en el año 1787 figura en el Nomenclátor la diputación de San Félix como aldea de realengo y con alcalde pedáneo, aunque es muy complicado conocer el número de habitantes ya que figura en el parroquial con 263 y al señalar el número de propietarios lo hace en conjunto con la del Lentiscar que reúnen 1.264 habitantes. 
Hasta el siglo XX no vuelve a haber datos concretos sobre la población de San Félix. La Dirección General de Estadística publica en 1920 que la zona tiene 1.653 habitantes de hecho (1.673 de derecho) en sus caseríos, que referidos a la diputación de San Félix son los siguientes: La Asomada, 25; Camachos, 189; Casas del Cojo, 23; Casas del Diablo, 33; Casas de San Félix, 55; Las Cuevas, 13; El Chischás, 32; Los Gallegos, 30; Los Guillenes, 30; Los Merenderos, 230; La Piqueta, 12; Los Porches, 49, Vereda, 374; Ventura, 39; y 538 en grupos inferiores y edificios diseminados. Así mismo especifica que existen 362 edificios en el territorio de la diputación. 
Su población -según el censo del año 1930: 1.965 habitantes de derecho y 1.960 de hecho. En el año 1956 según el censo efectuado por el ayuntamiento relaciona en la diputación de San Félix 11 molinos de sacar agua funcionando, 14 que tan sólo conservan la torre y uno totalmente demolido. 
El censo del año 1996 arroja un total de habitantes de 1.724, 880 hombres y 844 mujeres, distribuidos en la diputación en la siguiente forma: La Asomada, 23; Lo Baturno, 102; Los Camachos, núcleo y diseminado, 148; Molinos Gallegos, 10; La Piqueta, 26; y La Vereda, núcleo y diseminado, 1.415. Lo que representa un ligero descenso desde el año 1970, en el que resalta el continuo crecimiento que ha experimentado La Piqueta y un descenso en los demás núcleos. 
Su territorio hoy día es atravesado por el autovía N-301 que une a la capital de la región con Cartagena y por su límite S la autovía al Mar Menor y Alicante. Su elevación media sobre el nivel del mar es de tan sólo 58 m y desde su límite S, dos elevaciones dominan todo el territorio: los cabezos de Baeza (159 m) y Ventura (150 m). 
En la casa del Molino se mantiene una explotación agrícola-ganadera muy interesante y que mantiene la ilusión de que algún día vuelva a ponerse en funcionamiento su molino de la Buena Muerte. 
En la zona se encuentra Villa Calamari, obra del arquitecto Víctor Beltrí y conocida como Versalles.

## Demografía
El padrón municipal de 2016 asigna a la diputación 2.723 habitantes (257 extranjeros), repartidos en los siguientes núcleos de población conurbados entre sí y con otros barrios de la ciudad: La Asomada (81); La Piqueta (diseminado) (7); La Vereda (2.284); La Vereda (diseminado) (9); Lo Baturno (127); Los Camachos (127); Los Camachos (diseminado) (61); y Molinos Gallegos (27).

## Festividades
Las fiestas de esta diputación se desarrollan entre el 21 y el 30 de junio.

## Transporte público
En La Asomada se encuentran las cocheras de ALSA (Transportes Urbanos de Cartagena). En este lugar, el ayuntamiento de Cartagena va a instalar 15 puntos de recarga para autobuses eléctricos interurbanos, de forma preferente, y también para la concesionaria del servicio de transporte colectivo urbano en franjas horarias distintas.
Prestan servicio a la localidad las siguientes líneas urbanas e interurbanas:
| Línea | Recorrido                                                      | Operador       |
| ----- | -------------------------------------------------------------- | -------------- |
| 1     | San Félix / Casas de Clares - Plaza de las Puertas de San José | ALSA (TUCARSA) |
| 42C   | Cartagena - Roche - La Unión                                   | ALSA (TUCARSA) |